# Costalobata
Costalobata là một chi bướm đêm thuộc họ Geometridae.